# Ardeotis australis
Ardeotis australis е вид птица от семейство Otididae.

## Разпространение
Видът е разпространен в Австралия, Индонезия и Папуа Нова Гвинея.